# Тексель, Понтус
Понтус Анди Тексель (дат. Pontus Andy Texel; род. 27 февраля 2004) — датский футболист, защитник клуба «Мафра».

## Клубная карьера
Тексель — воспитанник клубов «Норшелланн» и «Мидтьюлланн». 19 октября 2022 года в поединке Кубка Дании против ФА 2000 Понтус дебютировал за основной состав последних. 3 июня 2023 года в матче против «Оденсе» он дебютировал в датской Суперлиге. Летом того же года Тексель перешёл в португальский клуб «Мафра». В матче против «Пасуш де Феррейра» он дебютировал в Сегунда лиге.